# Moog Little Phatty

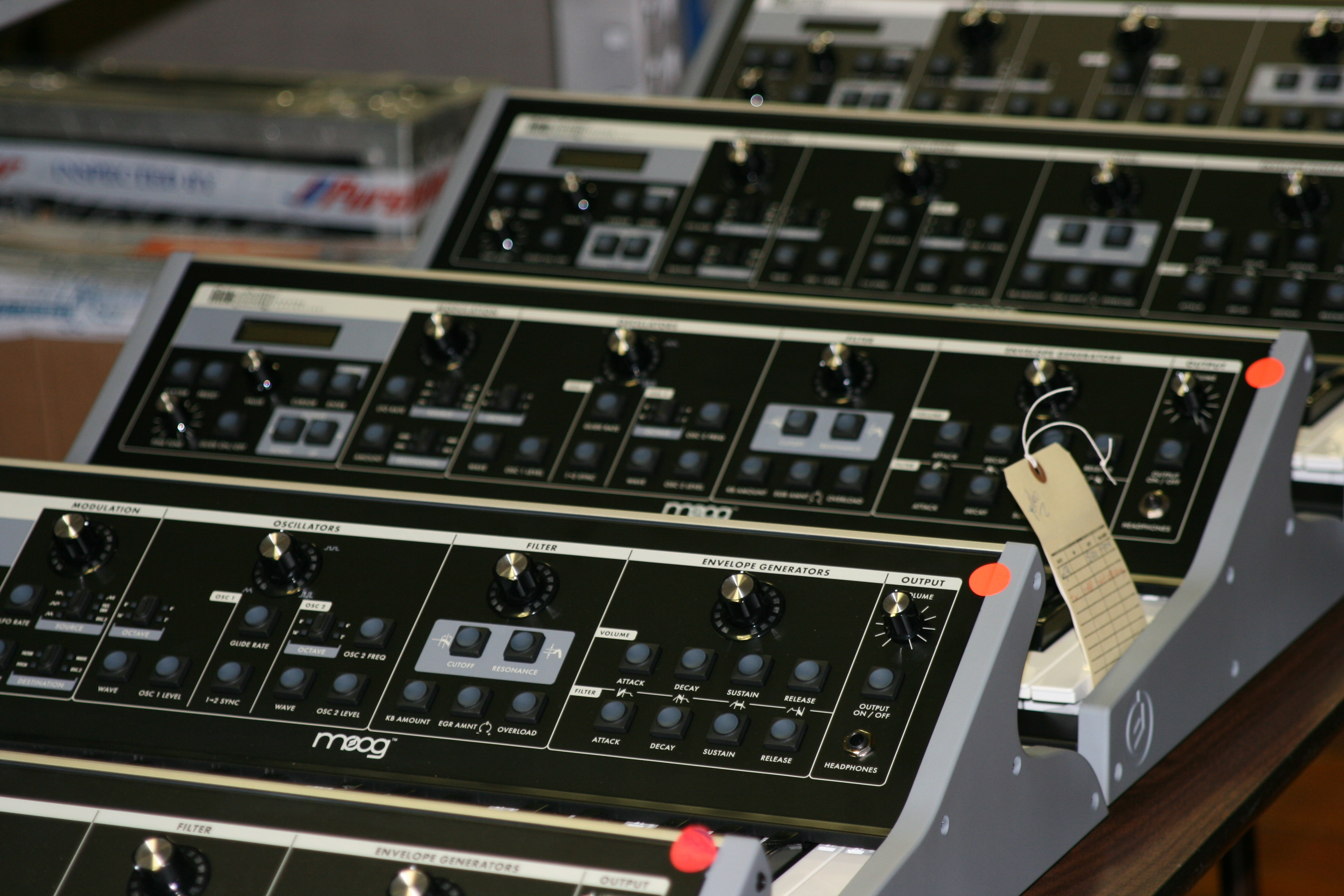
Plusieurs en en usine

Le Little Phatty est un synthétiseur analogique monophonique fabriqué par Moog de 2006 à 2013. Robert Moog a participé à sa conception, principalement assurée par l'ingénieur Cyril Lance. Le Little Phatty est finalement le dernier projet sur lequel Bob Moog a travaillé et aussi le premier synthétiseur de la marque à être produit après sa mort.
Le Little Phatty fait partie des synthétiseurs Moog à utiliser la norme MIDI, parmi lesquels on retrouve le Memorymoog+ des années 1980 ainsi que le Minimoog Voyager et le Taurus III.
Il existe trois principales versions du Little Phatty. Outre quelques différences mineures, essentiellement esthétiques, les différents modèles embarquent tous les mêmes circuits électroniques de base. La version « Tribute Edition », limitée à 1 200 unités, inclut notamment un éclairage par DEL bleues, idéal pour une utilisation dans l'obscurité (en concert, par exemple), des panneaux latéraux en bois et la signature de Bob Moog sur le panneau arrière. La plus courante « Stage Edition » rajoute un éclairage orange et rouge, des panneaux caoutchoutés gris et le logo Moog classique à la place de la signature. La troisième version, dénommée « Stage II », vient avec a quelques légères modifications mécaniques et électriques et dispose surtout d'une interface USB, une première chez Moog. Cette interface facilite notamment la connexion pour enchaîner facilement plusieurs Little Phatty et en faire un ensemble polyphonique.